# Криворучко, Надежда Михайловна
Надежда Михайловна Криворучко (укр. Надія Михайлівна Криворучко ; 8 августа 1937, Старое Липовое, Харьковская область — 26 марта 2015, Полтавская область) — мастер машинного доения коров колхоза имени Куйбышева Кременчугского района Полтавской области, Украинская ССР. Герой Социалистического Труда (1971). Лауреат Государственной премии СССР (1975).

## Биография
Родилась 8 августа 1937 года в крестьянской семье в селе Старое Липовое (в настоящее время не существует — затоплено Кременчугским водохранилищем). Получила неполное среднее образование, окончив в 1953 году семилетнюю школу в родном селе. Трудилась в колхозе «Красная Звезда» Светловодского района. С 1957 года проживала в селе Максимовка Кременчугского района. С 1957 по 1965 год — заведующая сепараторным пунктом колхоза имени Куйбышева Кременчугского района. С 1965 по 1967 год — учётчица молочнотоварной фермы колхоза имени Куйбышева.
С 1967 года трудилась мастером машинного доения. В 1968 году надоила с каждой фуражной коровы в среднем по 2536 килограмм молока, в 1970 году — по 3239 килограмм молока. В 1971 году удостоена звания Героя Социалистического Труда «за выдающиеся успехи, достигнутые в развитии сельскохозяйственного производства и выполнении пятилетнего плана продажи государству продуктов земледелия и животноводства».
В 1971 году участвовала во всесоюзной выставке ВДНХ, где была награждена бронзовой медалью.
В 1975 году была награждена Государственной премией СССР «за значительное увеличение валового производства высококачественной продукции животноводства на основе применения прогрессивной технологии».
В 1992 году вышла на пенсию. Проживает в селе Максимовка Кременчугского района.

## Награды
- Герой Социалистического Труда — указом Президиума Верховного Совета СССР от 8 апреля 1971 года
- Орден Ленина
- Государственная премия СССР (1975)
- Серебряная медаль ВДНХ